# キャンジェット航空
キャンジェット航空 (CanJet Airlines)は、かつて存在したカナダの格安航空会社。ノバスコシア州ハリファックスに本社を置き、ハリファックス国際空港を拠点としていた。
当初は定期旅客便を運航していたが、のちにチャーター便に切り替え、カナダとアメリカ全土で他のツアーオペレーター会社や航空会社のために契約チャーター便や臨時チャーター便を運航していた。
同社は2015年に事業を停止している。

## 概要

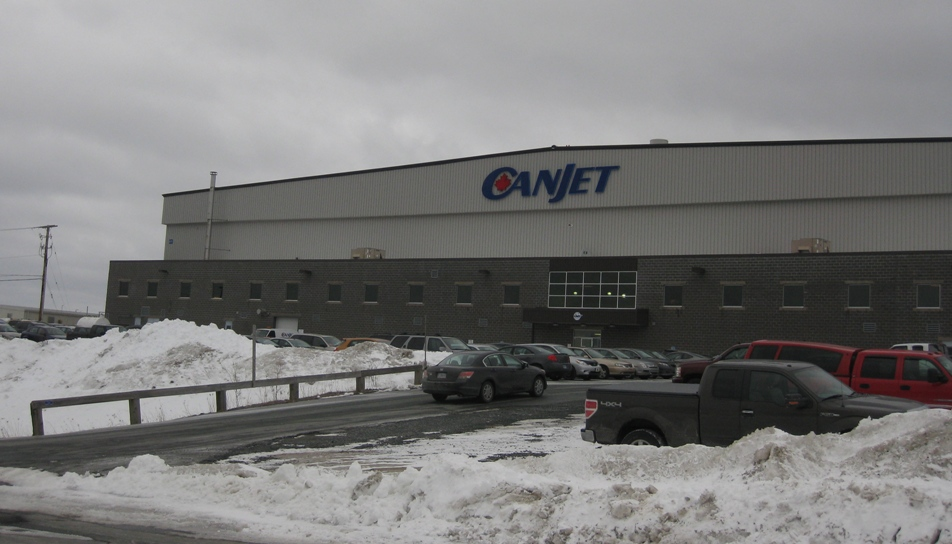
キャンジェット航空本社

2006年9月まではカナダとアメリカの15都市に定期便を運航していたが、競争の激しさと利益率の低さから、すべての定期便を運休し、チャーター便のみを運航する航空会社となった。この時、解雇されたパイロットと客室乗務員の約20％にあたる100人以上を再雇用している。
その後2009年にはモントリオールを拠点とするツアーオペレーター会社トランザットA.T.との5年間の提携契約を交わし、チャーター便の運航を開始した。2014年にはチャーター事業に加え、休暇シーズン向けの旅行パッケージの販売を担う子会社キャンジェット・バケーションズ（CanJet Vacations）を設立した。
しかし経営悪化により、2015年4月には従業員の約半数をレイオフし、予定していた夏季のヨーロッパ行き路線を廃止。翌5月にはキャンジェット・バケーションズの閉鎖を発表した。設立からわずか10か月のことだった。
2015年9月1日、キャンジェット航空は全ての便の無期限かつ即時運航停止を発表し、事業を終了した。

## 就航地
チャーター便としての就航先はカナダ、アメリカ、バハマ、キューバ、ドミニカ共和国、ホンジュラス、ジャマイカ、フランス領マルティニーク、メキシコ、オランダ領アンティル、イギリス領タークス・カイコス諸島などがある。

## 機材

### 保有機材

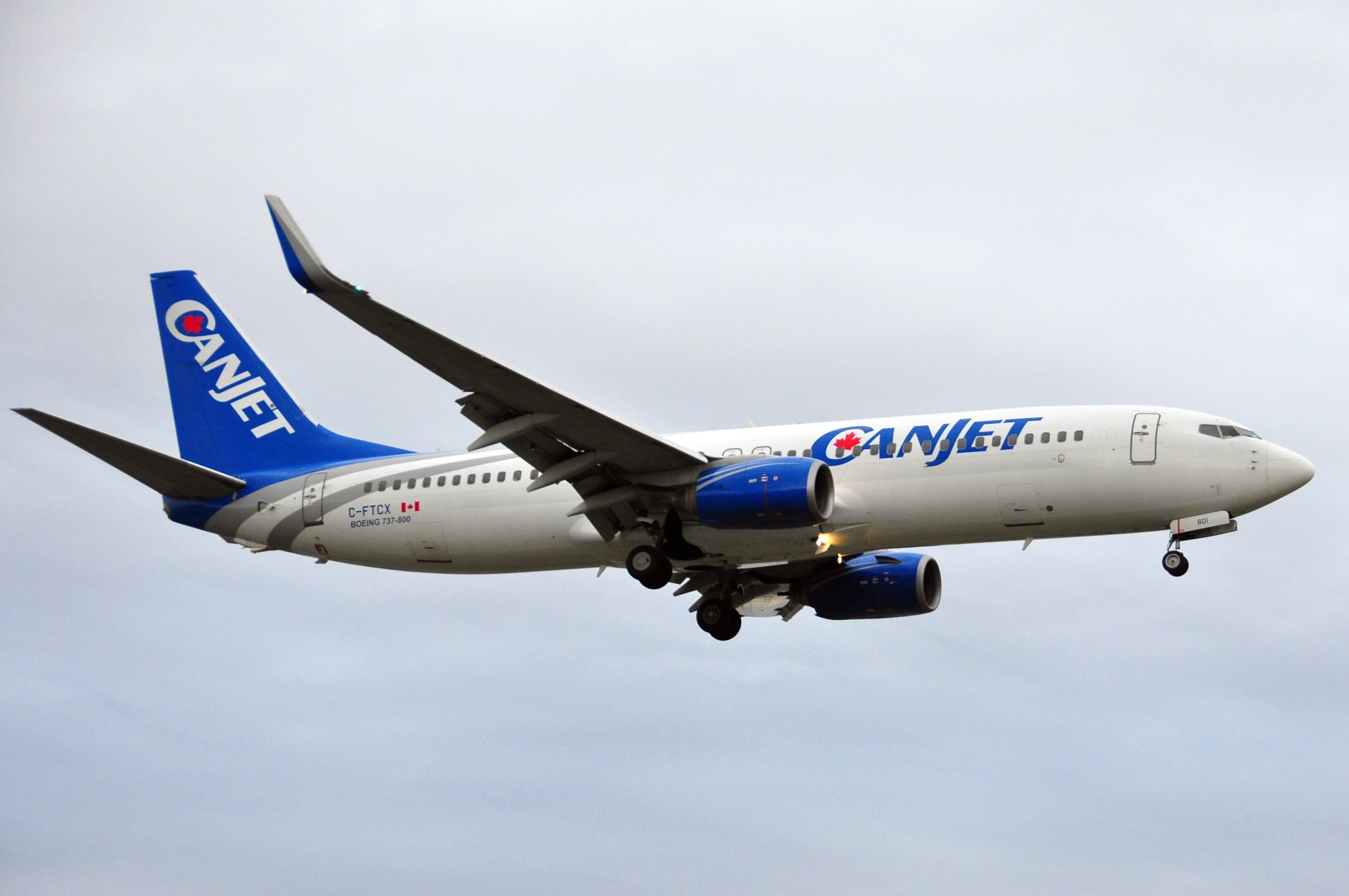
ボーイング737-800

2014年12月時点で、キャンジェット航空がが保有していた機材は以下の通り。

### 退役機材
キャンジェット航空は過去に以下の機材を導入していた。

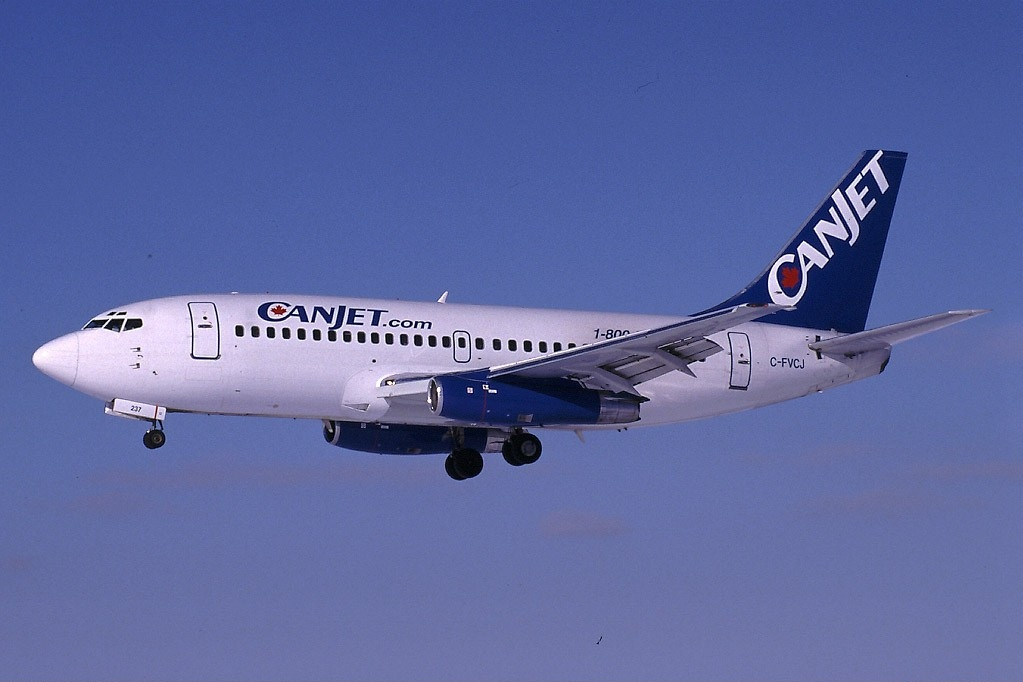
ボーイング737-201
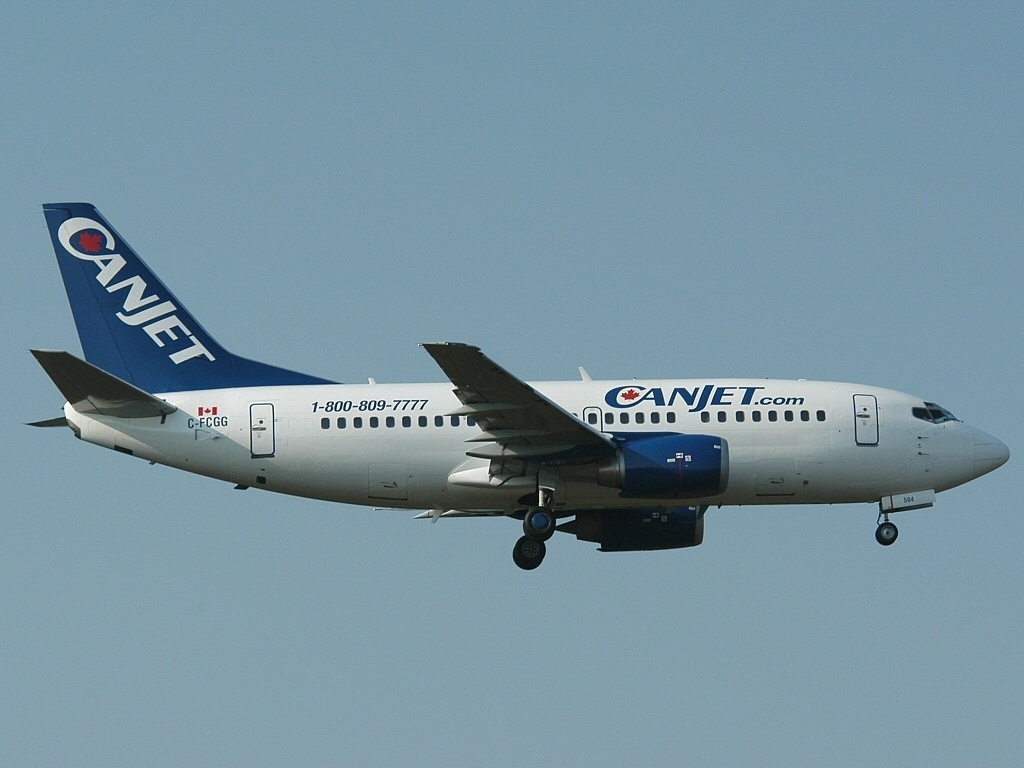
ボーイング737-522

## 事件
2009年4月19日、キャンジェット航空918便は、ジャマイカのモンテゴ・ベイにあるサングスター国際空港からハリファックスへ向かう便であった。離陸直前、武装した男にハイジャックされた。乗客は解放されたものの、犯人は乗員6名を人質として、キューバ行きを要求していた。翌20日に犯人は拘束された。